# 瓜德拉米罗
瓜德拉米罗，是西班牙卡斯蒂利亚-莱昂萨拉曼卡省的一个市镇。 总面积32平方公里，总人口204人（2001年），人口密度6人/平方公里。